# Olimpíada de xadrez de 2012
A Olimpíada de xadrez de 2012 foi a 40.ª edição da Olimpíada de Xadrez organizada pela FIDE, realizada em Istambul entre os dias 28 de agosto e 9 de setembro. A Armênia (Levon Aronian, Sergei Movsesian, Vladimir Akopian, Gabriel Sargissian e Tigran L Petrosian) conquistou a medalha de ouro, seguidos de Rússia (Vladimir Kramnik, Alexander Grischuk, Sergei Karjakin, Evgeny Tomashevsky e Dmitry Yakovenko) e Ucrânia (Vassily Ivanchuk, Ruslan Ponomariov, Andriy Volokytin, Pavel Eljanov e Olexandr Moiseenko) No feminino, a Rússia (Tatiana Kosintseva, Valentina Gunina, Nadezhda Kosintseva, Alexandra Kosteniuk e Natalia Pogonina) conquistou a medalha de ouro seguida da China (Hou Yifan, Zhao Xue, Ju Wenjun, Huang Qian e Ging Yixin) e Ucrânia (Kateryna Lagno, Mariya Muzychuk, Natalia Zhukova, Anna Ushenina e Inna Yanovska).

## Quadro de medalhas

### Aberto
| Tabuleiro | Ouro                      | Prata                  | Bronze                  |
| 1.º       | ARM Levon Aronian         | POL Radosław Wojtasze  | AZE Teimour Radjabov    |
| 2.º       | CZE David Navara          | UZB Anton Filippov     | USA Gata Kamsky         |
| 3.º       | AZE Shakhriyar Mamedyarov | ARM Vladimir Akopian   | RUS Sergei Karjakin     |
| 4.º       | FRA Vladislav Tkachiev    | INDAbhijeet Gupta      | GER Daniel Fridman      |
| 1.º res   | RUS Dmitry Yakovenko      | POL Bartłomiej Macieja | GEO Konstantine Shanava |

### Feminino
| Tabuleiro | Ouro                    | Prata                        | Bronze                  |
| 1.º       | CHN Hou Yifan           | GEO Nana Dzagnidze           | UKR Kateryna Lagno      |
| 2.º       | CHN Zhao Xue            | UKR Mariya Muzychuk          | TUR Betül Cemre Yıldız  |
| 3.º       | RUS Nadezhda Kosintseva | POL Jolanta Zawadzka         | IND Sachdev Tania       |
| 4.º       | CHN Huang Qian          | FRA Silvia Collas            | RUS Alexandra Kosteniuk |
| res       | RUS Natalia Pogonina    | COL Melissa Castrillón Gómez | KAZ Madina Davletbaeva  |